# ファロン
ファロン・ワールドワイド（Fallon Worldwide）は、アメリカに本社を置く広告代理店。日本では「ファロン東京」の社名で日本法人を展開している。

## 概要

### 設立
1981年に、現在はファロン・ワールドワイド会長を務めるパット・ファロンが、ミネアポリスを本拠地として設立した。その後急速にその評価を高め、1984年には世界最大の広告専門誌である「アドバタイジング・エイジ」誌によって「エージェンシー（広告代理店）・オブ・ザ・イヤー」に選ばれた。

### 現在
その後、規模を拡大するとともにシティグループやユナイテッド航空、BMWなどの多国籍企業の広告及びマーケティング活動を世界的規模で担当し、現在はアメリカをはじめ日本やブラジル、香港、シンガポールなど世界各国にネットワークを広げ活動を行っている。なお、2005年にフランスの世界有数の広告代理店グループであるパブリシス・グループ傘下となった。

## 日本における活動
日本では「ファロン東京」の社名で日本法人を展開し、そのクリエイティブやストラテジー構築の手腕は高い評価を得ている。シティグループやユナイテッド航空などのワールドワイド契約の顧客だけでなく、ダイソンやフォルクスワーゲンなどの、日本法人が独自に獲得した顧客の広告制作活動も行っている。2007年10月にはパブリシスの日本法人の閉鎖に伴い、主要クライアントであるロレアルの扱いを譲り受けた。

### 主なクライアント
- ソニー
- ユナイテッド航空
- ダイソン
- ロレアル
- シティファイナンシャル・ジャパン
- シティバンク
- ハイネケン
- フォルクスワーゲングループジャパン
- 三菱商事

## 評価
2002年に公開されたBMWのインターネット限定CM「BMWフィルムズ」や、ユナイテッド航空の「It’s Time To Fly」、MTVの「ユッカ・ブラザーズ」などの広告史に残る広告キャンペーンを作成した他、現在も各国の広告賞の常連となっている。